# Rubioideae
Rubioideae – podrodzina w obrębie rodziny marzanowatych (Rubiaceae). Obejmuje ok. 7,6 tys. gatunków występujących na całym świecie poza obszarami polarnymi. Należą tu drzewa, krzewy, pnącza, ale dominują rośliny zielne. W odróżnieniu od pozostałych dwóch podrodzin marzanowatych, w tym wypadku w komórkach niemal wszystkich przedstawicieli obecne są rafidy.

## Systematyka

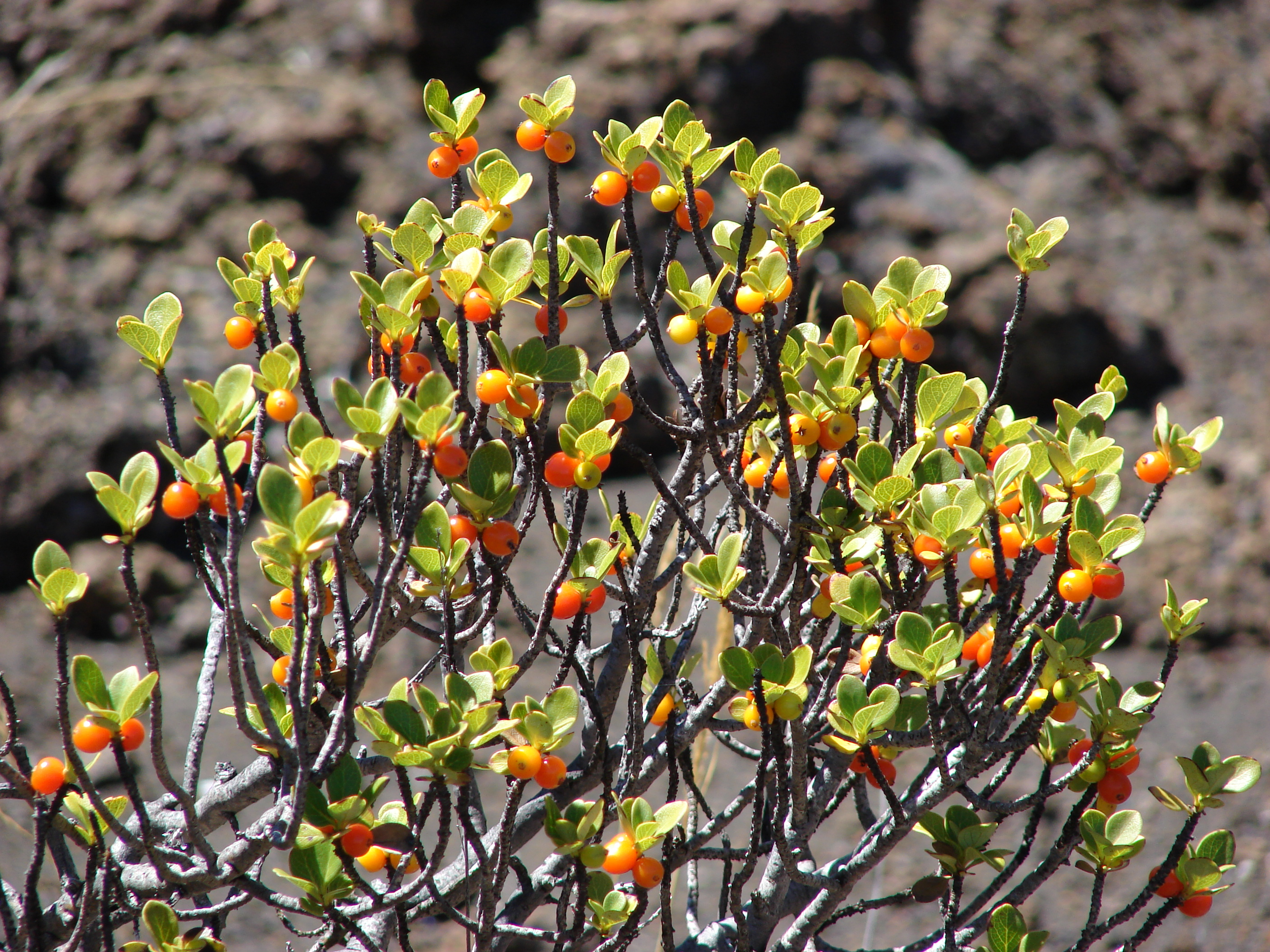
Coprosma montana

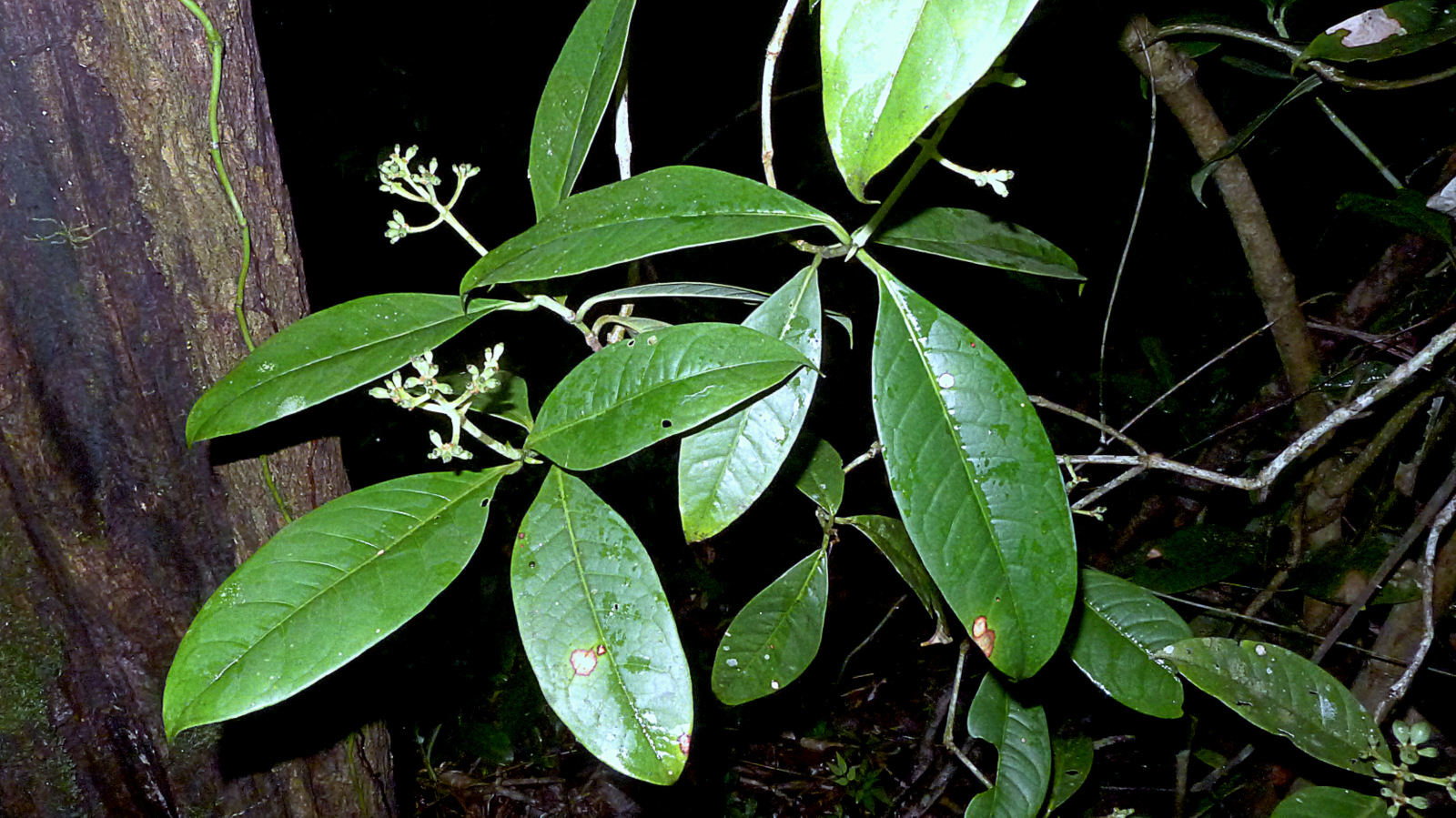
Coussarea albescens

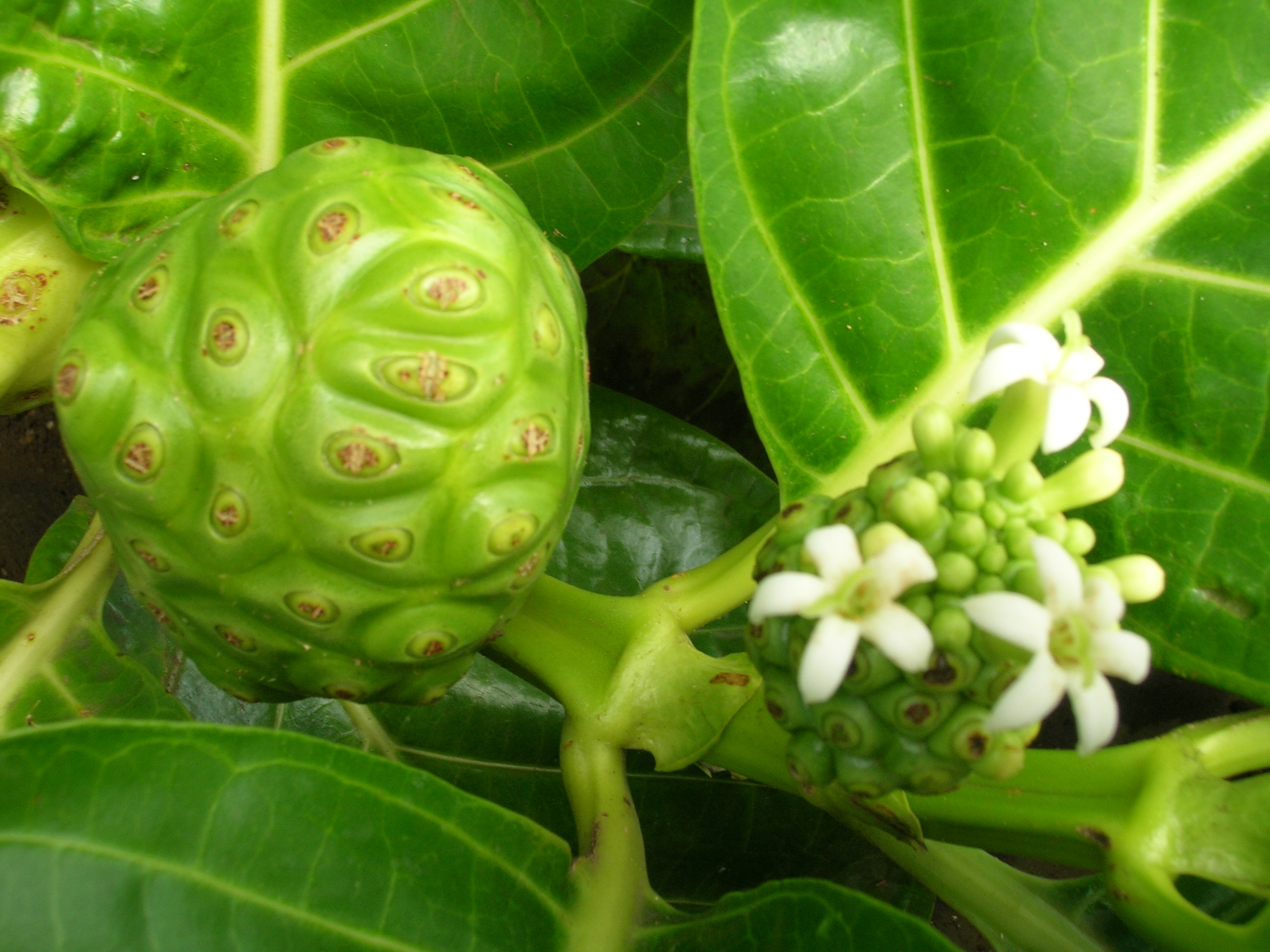
Morinda citrifolia

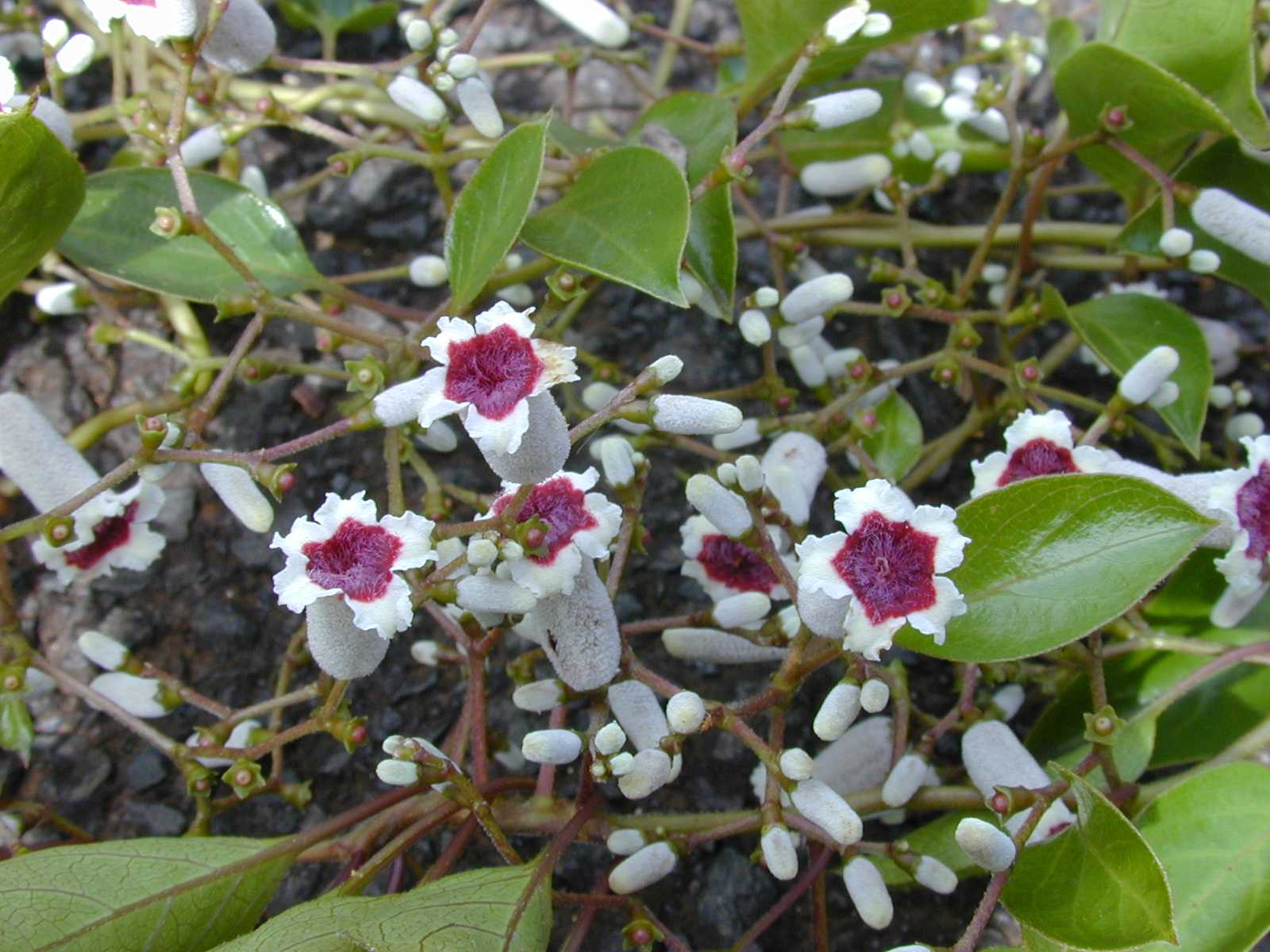
Paederia foetida

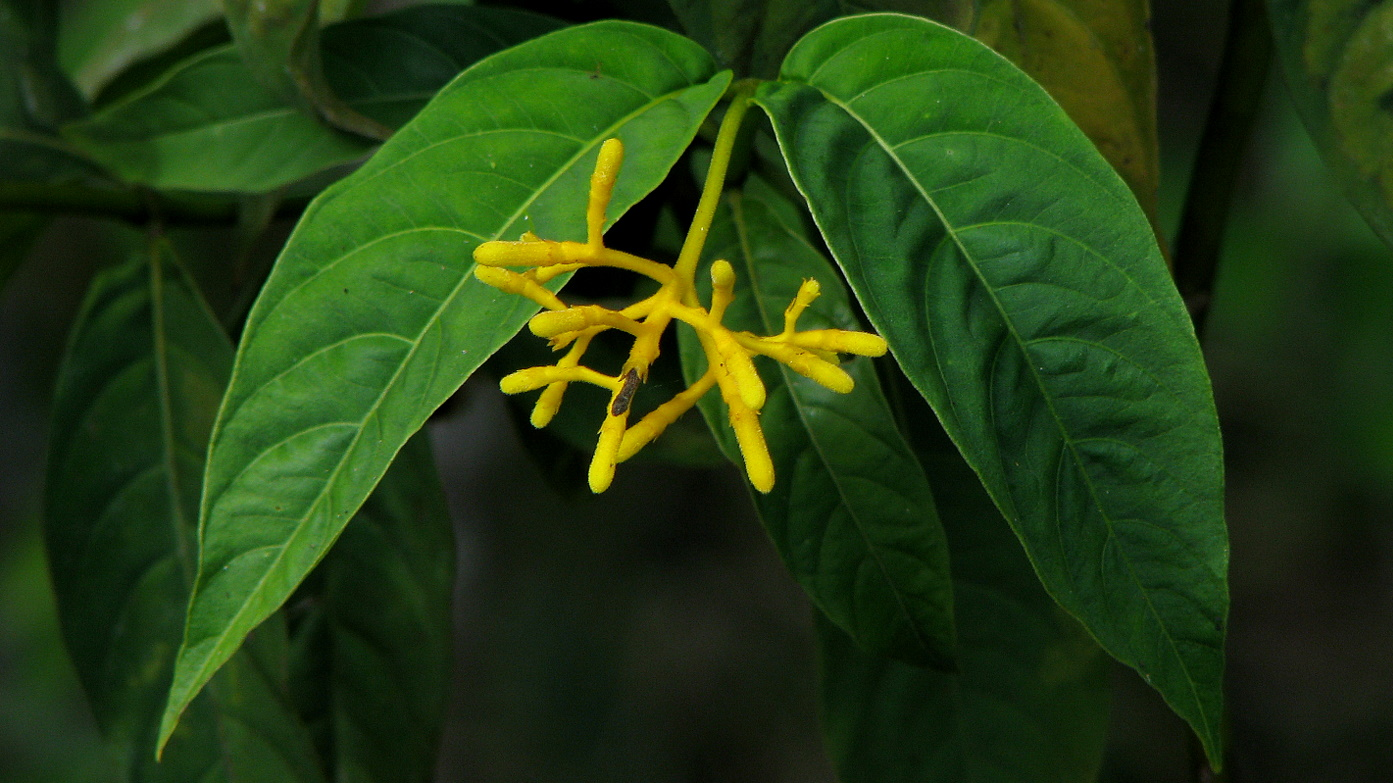
Palicourea marcgravii

Podział na plemiona i rodzaje:
Plemię Anthospermeae Cham. & Schltdl. ex DC.
- Anthospermum L.
- Carpacoce Sond.
- Coprosma J.R.Forst. & G.Forst. – koprosma[4]
- Durringtonia R.J.F.Hend. & Guymer
- Galopina Thunb.
- Leptostigma Arn.
- Nenax Gaertn.
- Nertera Banks ex Sol. – nertera[5]
- Normandia Hook.f.
- Opercularia Gaertn.
- Phyllis L.
- Pomax Sol. ex DC.

Plemię Argostemmateae Bremek. ex Verdc.
- Argostemma Wall.
- Mouretia Pit.
- Mycetia Reinw.
- Neohymenopogon Bennet

Plemię Colletoecemateae Rydin & B.Bremer
- Colletoecema E.M.A.Petit

Plemię Coussareeae Hook.f.
- Coccocypselum P.Browne
- Coussarea Aubl.
- Cruckshanksia Hook. & Arn.
- Declieuxia Kunth
- Faramea Aubl.
- Heterophyllaea Hook.f.
- Hindsia Benth. ex Lindl.
- Oreopolus Schltdl.

Plemię Craterispermeae Verdc.
- Craterispermum Benth.

Plemię Cyanoneuroneae Razafim. & B.Bremer
- Cyanoneuron Tange

Plemię Danaideae B.Bremer & Manen
- Danais Comm. ex Vent.
- Schismatoclada Baker

Plemię Dunnieae Rydin & B.Bremer
- Dunnia Tutcher

Plemię Foonchewieae
- Foonchewia R.-J. Wang

Plemię Gaertnereae Bremek. ex S.P.Darwin
- Gaertnera Lam.
- Pagamea Aubl.

Plemię Knoxieae Hook.f.
- Batopedina Verdc.
- Carphalea Juss.
- Chamaepentas Bremek.
- Dirichletia Klotzsch
- Dolichopentas Karehed & B.Bremer
- Knoxia L.
- Otiophora Zucc.
- Otomeria Benth.
- Paraknoxia Bremek.
- Parapentas Bremek.
- Pentanisia Harv.
- Pentas Benth. – piątak[4]

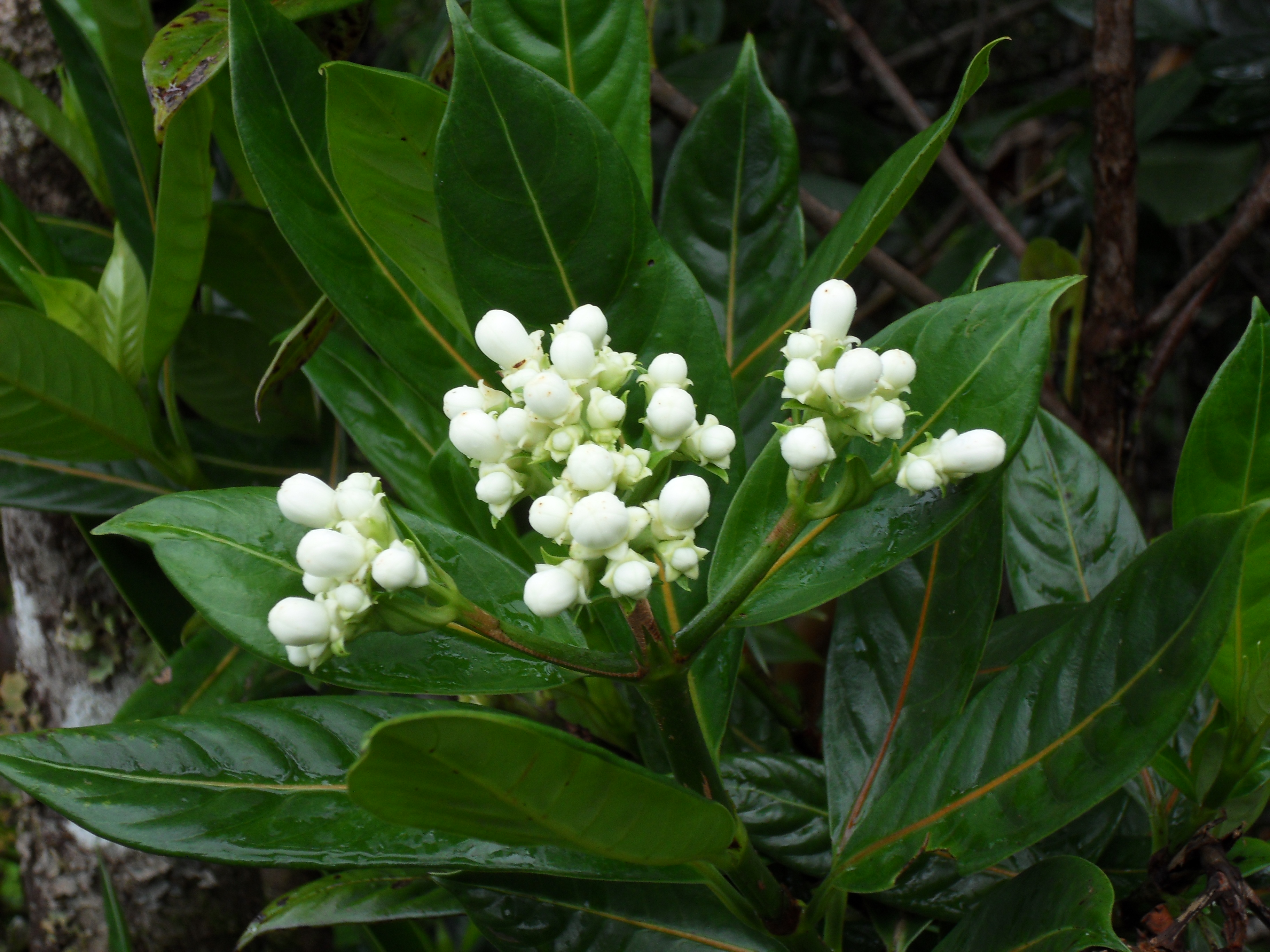
Gaertnera vaginata

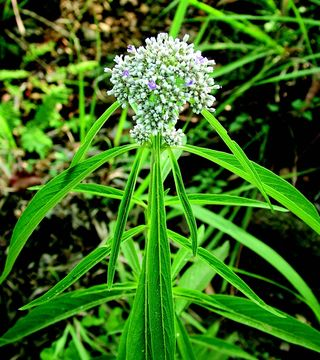
Knoxia hookeriana

- Phyllopentas (Verdc.) Karehed & B.Bremer
- Rhodopentas Karehed & B.Bremer
- Triainolepis Hook.f.

Plemię Lasiantheae B.Bremer & Manen
- Lasianthus Jack
- Saldinia A.Rich. ex DC.
- Trichostachys Hook.f.

Plemię Mitchelleae Razafim. & B.Bremer & Manen
- Damnacanthus C.F.Gaertn.
- Mitchella L. – mitszelia

Plemię Morindeae Miq.
- Appunia Hook.f.
- Coelospermum Blume
- Gynochthodes Blume
- Morinda L. – morinda
- Siphonandrium K.Schum.

Plemię Ophiorrhizeae Bremek. ex Verdc.
- Lerchea L.
- Neurocalyx Hook.
- Ophiorrhiza L.
- Xanthophytum Reinw. ex Blume

Plemię Paederieae DC.
- Leptodermis Wall.
- Paederia L.
- Serissa Comm. ex A.Juss.
- Spermadictyon Roxb.

Plemię Palicoureeae Robbr. & Manen
- Carapichea Aubl.
- Chassalia Comm. ex Poir.
- Chazaliella E.M.A.Petit & Verdc.
- Geophila D.Don
- Hymenocoleus Robbr.
- Margaritopsis C.Wright
- Notopleura (Hook.f.) Bremek.
- Palicourea Aubl.
- Puffia Razafim. & B.Bremer
- Readea Gillespie
- Rudgea Salisb.

Plemię Perameae Bremek. ex S.P.Darwin
- Perama Aubl.

Plemię Prismatomerideae Y.Z.Ruan
- Prismatomeris Thwaites
- Rennellia Korth.

Plemię Psychotrieae Cham. & Schltdl.
- Amaracarpus Blume
- Anthorrhiza C.R.Huxley & Jebb
- Apomuria Bremek.
- Calycosia A.Gray
- Cremocarpon Boivin ex Baill.
- Dolianthus C.H.Wright
- Gillespiea A.C.Sm.
- Hydnophytum Jack
- Myrmecodia Jack
- Myrmephytum Becc.
- Psychotria L.
- Ronabea Aubl.
- Squamellaria Becc.
- Streblosa Korth.
- Psathura Comm. ex A.Juss.
- Pyragra Bremek.
- Trigonopyren Bremek.

Plemię Putorieae
- Plocama Aiton

Plemię Rubieae Baill.
- Asperula L. – marzanka
- Callipeltis Steven

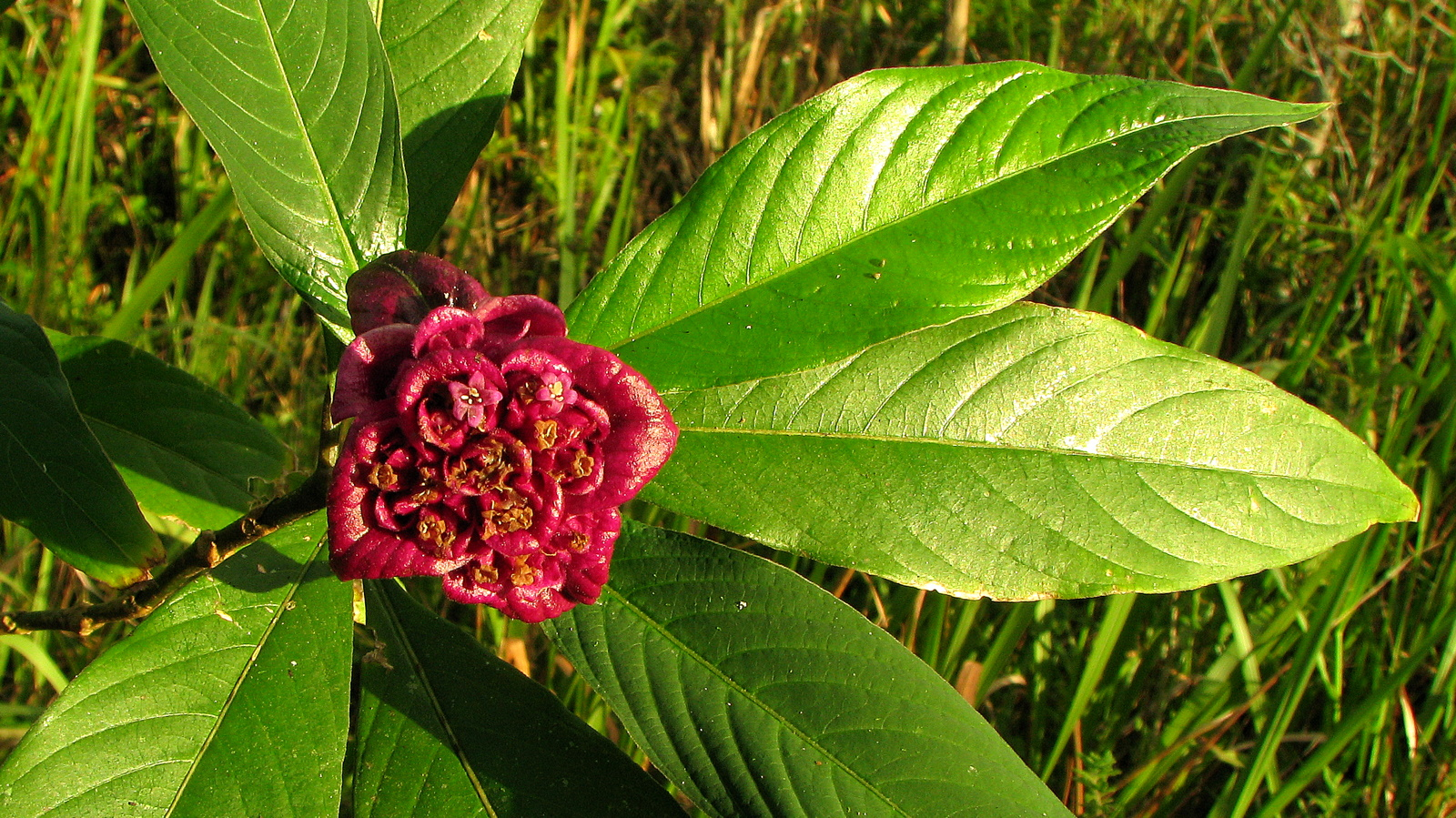
Psychotria bracteocardia

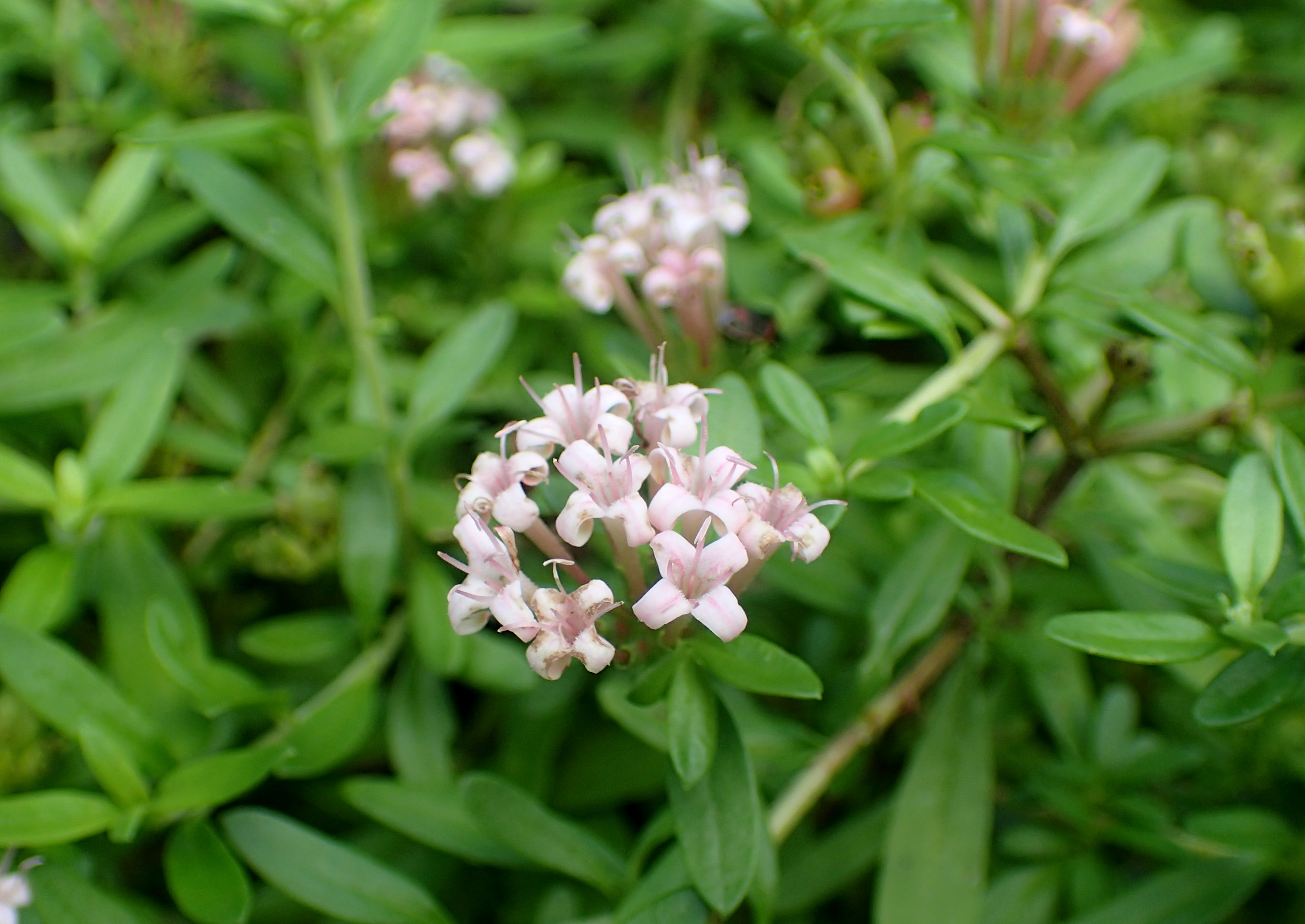
Plocama calabrica

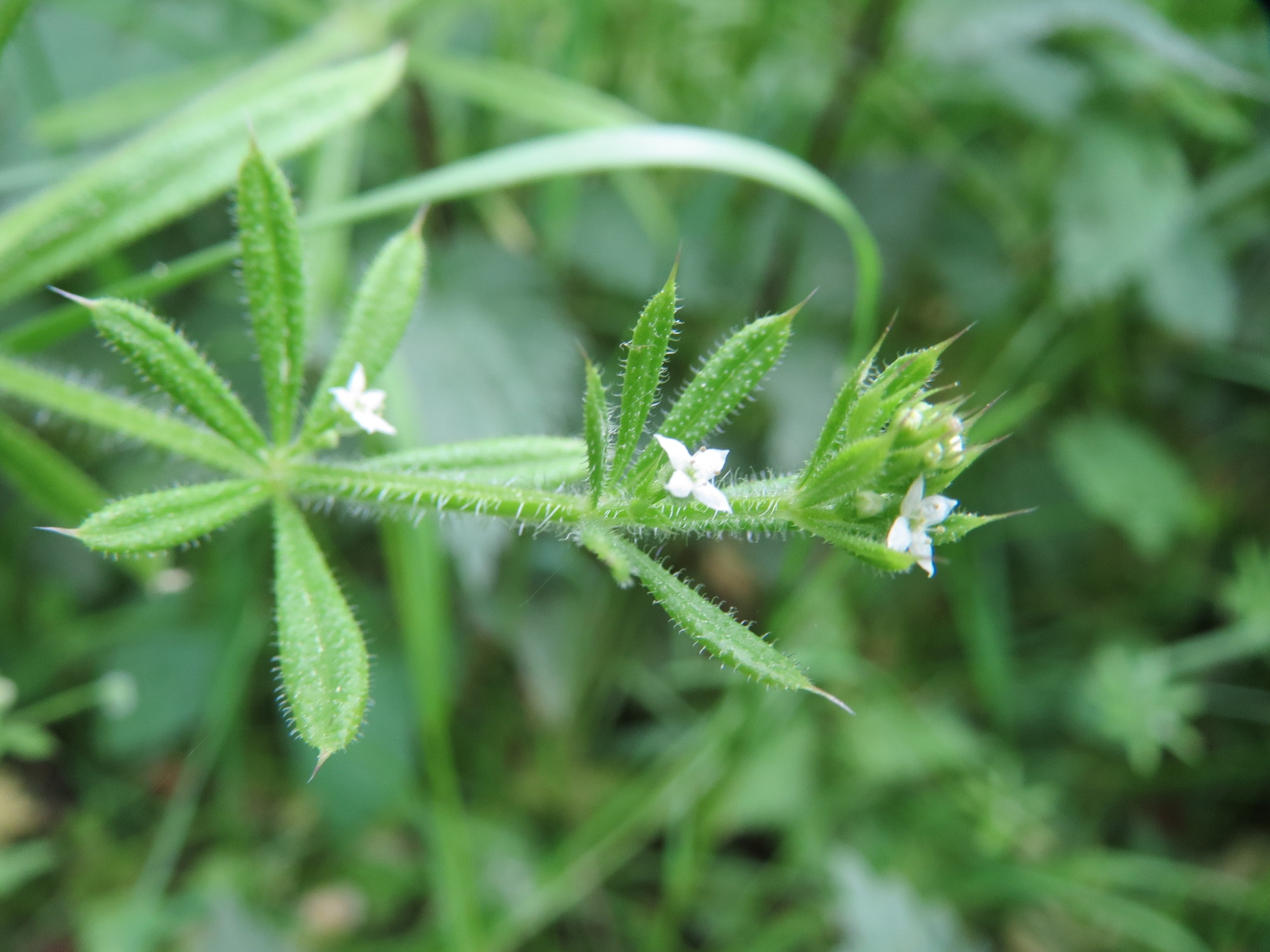
Galium aparine

- Crucianella L. – krzyżowniczka, krzyżownik
- Cruciata Mill. – przytulinka
- Didymaea Hook.f.
- Galium L. – przytulia
- Kelloggia Torr. ex Benth. & Hook.f.
- Mericarpaea Boiss.
- Microphysa Schrenk
- Phuopsis Steven – kozłówka
- Rubia L. – marzana
- Sherardia L. – rolnica
- Valantia L.

Plemię Schizocoleeae Rydin & B.Bremer
- Schizocolea Bremek.

Plemię Schradereae Bremek.
- Schradera Vahl

Plemię Seychelleeae
- Seychellea Razafimandimbison et al.

Plemię Spermacoceae Cham. & Schltdl. ex DC.
- Agathisanthemum Klotzsch
- Amphiasma Bremek.
- Amphistemon Groeninckx

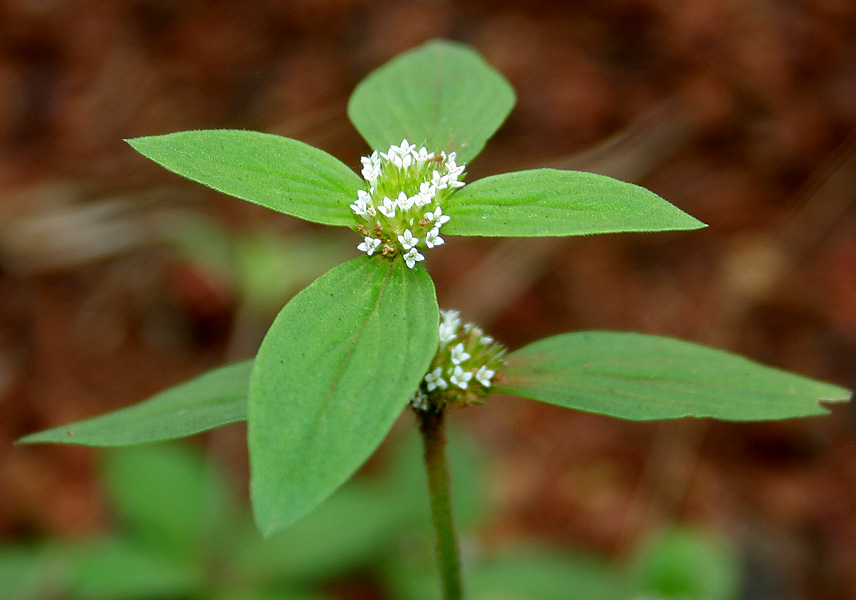
Spermacoce ocymoides

- Anthospermopsis (K.Schum.) J.H.Kirkbr.
- Arcytophyllum Willd.
- Astiella Jovet
- Bouvardia Salisb.
- Carajasia R.M.Salas, E.L.Cabral & Dessein
- Carterella Terrell
- Conostomium (Stapf) Cufod.
- Cordylostigma Groeninckx
- Crusea Schltdl. & Cham.
- Debia Neupane & N.Wikstr.
- Dentella J.R.Frost. & G.Frost.
- Dibrachionostylus Bremek.
- Dimetia (Wight & Arn.) Meisn.
- Diodella Small
- Diodia L.
- Edrastima Raf.
- Emmeorhiza Pohl ex Endl.
- Ernodea Sw.
- Exallage Bremek.
- Galianthe Griseb.
- Gomphocalyx Baker
- Hedyotis L.
- Hedythyrsus Bremek.
- Houstonia L. – houstonia
- Hydrophylax L.f.
- Involucrella (Benth. & Hook.f.) Neupane
- Kadua Cham. & Schltdl.
- Kohautia Cham. & Schltdl.
- Lathraeocarpa Bremek.
- Lelya Bremek.
- Leptopetalum Hook. & Arn.
- Manettia Mutis ex L.
- Manostachya Bremek.
- Mitracarpus Zucc.
- Mitrasacmopsis Jovet
- Neanotis W.H.Lewis
- Nesohedyotis (Hook.f.) Bremek.
- Oldenlandia L.
- Oldenlandiopsis Terrell & W.H.Lewis
- Pentanopsis Rendle
- Pentodon Hochst.
- Phylohydrax Puff
- Planaltina R.M.Salas & E.L.Cabral
- Psyllocarpus Mart. & Zucc.
- Richardia L.
- Sacosperma G.Taylor
- Schwendenera K.Schum.
- Spermacoce L.
- Staelia Cham. & Schltdl.
- Stenaria (Raf.) Terrell
- Stephanococcus Bremek.
- Synaptantha Hook.f.
- Tessiera DC.
- Thamnoldenlandia Groeninckx

Plemię Theligoneae Wunderlich ex S.P.Darwin
- Theligonum L.

Plemię Urophylleae Bremek. ex Verdc.
- Amphidasya Standl.
- Antherostele Bremek.
- Pauridiantha Hook.f.
- Praravinia Korth.
- Raritebe Wernham
- Urophyllum Jack ex Wall.